# Scottish Division One 1904/05
Die Scottish Football League Division One wurde 1904/05 zum zwölften Mal ausgetragen. Es war zudem die 15. Austragung der höchsten Fußball-Spielklasse innerhalb der Scottish Football League, in der der Schottische Meister ermittelt wurde. Sie begann am 20. August 1904 und endete am 29. April 1905. In der Saison 1904/05 traten 14 Vereine in insgesamt 26 Spieltagen gegeneinander an. Jedes Team spielte jeweils einmal zu Hause und auswärts gegen jedes andere Team. Es galt die 2-Punkte-Regel. Bei Punktgleichheit waren die Vereine (mit derselben Punktausbeute) gleich platziert.
Die Meisterschaft gewann zum insgesamt fünften Mal in der Vereinsgeschichte Celtic Glasgow. Die Bhoys gewannen den Titel nach einem 2:1-Sieg im Entscheidungsspiel gegen die Glasgow Rangers, weil beide Mannschaften die gleiche Punkteanzahl am Ende der Saison hatten. Da die Liga für die folgende Saison auf sechzehn Teams aufgestockt wurde, gab es in dieser Spielzeit keinen Absteiger. Torschützenkönige wurden mit jeweils 19 Treffern Robert Hamilton von den Glasgow Rangers und Jimmy Quinn von Celtic Glasgow.

## Vereine
| Verein                | Stadt        | Stadion          |
| --------------------- | ------------ | ---------------- |
| Airdrieonians FC      | Airdrie      | Broomfield Park  |
| Celtic Glasgow        | Glasgow      | Celtic Park      |
| FC Dundee             | Dundee       | Dens Park        |
| FC Kilmarnock         | Kilmarnock   | Rugby Park       |
| FC Motherwell         | Motherwell   | Fir Park         |
| FC Queen’s Park       | Glasgow      | Hampden Park     |
| FC St. Mirren         | Paisley      | St. Mirren Park  |
| Glasgow Rangers       | Glasgow      | Ibrox Park       |
| Greenock Morton       | Greenock     | Cappielow Park   |
| Heart of Midlothian   | Edinburgh    | Tynecastle Park  |
| Hibernian Edinburgh   | Edinburgh    | Easter Road      |
| Partick Thistle       | Glasgow      | Meadowside       |
| Port Glasgow Athletic | Port Glasgow | Clune Park       |
| Third Lanark          | Glasgow      | New Cathkin Park |

## Statistik

### Abschlusstabelle
| Pl. | Verein                | Sp. | S  | U | N  | Tore    | Diff. | Punkte |
| --- | --------------------- | --- | -- | - | -- | ------- | ----- | ------ |
| 1.  | Celtic Glasgow (P)    | 26  | 18 | 5 | 3  | 068:310 | +37   | 41:11  |
| 2.  | Glasgow Rangers       | 26  | 19 | 3 | 4  | 083:280 | +55   | 41:11  |
| 3.  | Third Lanark (M)      | 26  | 14 | 7 | 5  | 060:280 | +32   | 35:17  |
| 4.  | Airdrieonians FC      | 26  | 11 | 5 | 10 | 038:450 | −7    | 27:25  |
| 5.  | Hibernian Edinburgh   | 26  | 9  | 8 | 9  | 039:390 | ±0    | 26:26  |
| 6.  | Partick Thistle       | 26  | 12 | 2 | 12 | 036:560 | −20   | 26:26  |
| 7.  | FC Dundee             | 26  | 10 | 5 | 11 | 038:320 | +6    | 25:27  |
| 8.  | Heart of Midlothian   | 26  | 11 | 3 | 12 | 046:440 | +2    | 25:27  |
| 9.  | FC Kilmarnock         | 26  | 9  | 5 | 12 | 029:450 | −16   | 23:29  |
| 10. | FC St. Mirren         | 26  | 9  | 4 | 13 | 033:360 | −3    | 22:30  |
| 11. | Port Glasgow Athletic | 26  | 8  | 5 | 13 | 030:510 | −21   | 21:31  |
| 12. | FC Queen’s Park       | 26  | 6  | 8 | 12 | 028:450 | −17   | 20:32  |
| 13. | Morton                | 26  | 7  | 4 | 15 | 027:500 | −23   | 18:34  |
| 14. | FC Motherwell         | 26  | 6  | 2 | 18 | 028:530 | −25   | 14:38  |

| Zum Saisonende 1903/04 |                           |
| (M)                    | Meister des Vorjahres     |
| (P)                    | Pokalsieger des Vorjahres |

### Meisterschaftsspiel
| Celtic Glasgow                        | Celtic Glasgow | Glasgow Rangers | Glasgow Rangers |
| ------------------------------------- | --- | --- | --------------- |
| Celtic Glasgow                        | \| 6. Mai 1905 in Glasgow (Hampden Park) \| \| Ergebnis: 2:1 \| \| Zuschauer: 30.000 \|                                                                  | \| 6. Mai 1905 in Glasgow (Hampden Park) \| \| Ergebnis: 2:1 \| \| Zuschauer: 30.000 \|                                                                                 | Glasgow Rangers |
| Celtic Glasgow                        | Davie Adams – Donald McLeod, Willie Orr – Alec McNair, Willie Loney, James Hay – Alec Bennett, James McMenemy, Jimmy Quinn, Peter Somers, Davie Hamilton | Thomas Sinclair – Alex Fraser, Alex Craig – Adam Gourlay, James Stark, John May – John Tait Robertson, Finlay Speedie, Robert Smyth McColl, Charles Donaghy, Alex Smith | Glasgow Rangers |
| Celtic Glasgow                        | James McMenemy Davie Hamilton | John Tait Robertson | Glasgow Rangers |
| 6. Mai 1905 in Glasgow (Hampden Park) | | |                 |
| Ergebnis: 2:1                         | | |                 |
| Zuschauer: 30.000                     | | |                 |

## Wahlprozedere
Die Regularien der Scottish Football League sahen vor, dass sich am Saisonende die zwei schlechtesten platzierten Teams zu Wiederwahl stellen mussten. Abgestimmt wurde auf der jährlichen Hauptversammlung der Scottish Football League, bei der zugleich über Neuaufnahmen entschieden wurde. Dieses Wahlsystem bestimmte bis 1922 den Auf- und Abstieg zwischen der Division One und Division Two.
| Verein              | # Stimmen | Ergebnis      | Division     |
| ------------------- | --------- | ------------- | ------------ |
| FC Aberdeen         | 12        | aufgenommen   | Division Two |
| Morton              |           | wiedergewählt | Division One |
| FC Motherwell       |           | wiedergewählt | Division One |
| FC Falkirk          |           | aufgenommen   | Division Two |
| Albion Rovers       |           | nicht gewählt | Division Two |
| FC Clyde            |           | nicht gewählt | Division Two |
| Hamilton Academical |           | nicht gewählt | Division Two |
| Leith Athletic      |           | nicht gewählt | Division Two |